# Кущуба
Кущуба — железнодорожная станция в Вологодском районе Вологодской области.
Входит в состав Старосельского сельского поселения (с 1 января 2006 года по 8 апреля 2009 года входила в Кипеловское сельское поселение), с точки зрения административно-территориального деления — в Кипеловский сельсовет.
Расстояние до районного центра Вологды по автодороге — 62 км, до центра муниципального образования Стризнево по прямой — 18 км. Ближайшие населённые пункты — Бородкино, Татариново, Павликово.
По переписи 2002 года население — 27 человек (13 мужчин, 14 женщин). Преобладающая национальность — русские (96 %).